# Alpenplan
Der Alpenplan besteht als landesplanerisches Instrument für eine nachhaltige Entwicklung und Steuerung der Erholungsnutzung im bayerischen Alpenraum. Er regelt die Zulässigkeit von Verkehrserschließungen (z. B. Bergbahnen, Lifte, Skiabfahrten, Straßen und Wege).

## Geschichte
1972 wurde der sogenannte Alpenplan als vorgezogener Teilabschnitt des Landesentwicklungsprogramms Bayern (LEP) erlassen und bei Inkrafttreten des LEP 1976 als Abschnitt Erholungslandschaft Alpen in dieses übernommen. Der Alpenplan wurde als vorbeugendes Konzept zur Verhinderung von Übererschließung, zur Sicherung des Naturraumes, zur Verminderung des Gefahrenpotenzials durch Lawinen und Erosion und zur Sicherung des Gebietes für die Erholung aufgestellt. Zur Verwirklichung dieser Ziele ist der bayerische Alpenraum in drei Zonen eingeteilt, die je nach Art unterschiedliche Infrastrukturmaßnahmen erlauben oder untersagen.
Initiator war Helmut Karl, der hierfür mit dem deutschen Alpenpreis ausgezeichnet wurde. Anlass war damals das Vorhaben, eine Seilbahn auf den Watzmann zu bauen.

## Schutzkategorien (Zonen)
Der Alpenplan unterscheidet drei verschiedene Zonen: In der striktesten Schutzkategorie, der Zone C (42 % des bayerischen Alpenraumes) sind neue Verkehrserschließungen mit Ausnahme notwendiger landeskultureller Maßnahmen (z. B. Alm- und Forstwege) unzulässig. In der Zone B (23 % des bayerischen Alpenraums) sind Verkehrserschließungen nur unter Berücksichtigung eines strengen Maßstabs möglich. In der Zone A (35 % des bayerischen Alpenraums) ist die Errichtung weiterer Erschließungsanlagen grundsätzlich möglich. Allerdings sind die raumbedeutsamen Vorhaben auch in der Zone A auf ihre Raum- und Umweltverträglichkeit zu überprüfen.

## Weiterentwicklung
Im Zusammenhang mit den Erfahrungen des Lawinenwinters 1998/99 wurde die Zone C bei der Fortschreibung des LEP 2003 auf 43 % des bayerischen Alpenraums erweitert.
Auch wenn der Alpenplan in vielen Bereichen positive Wirkung zeigte, sind durch die verschiedensten Entwicklungen in Europa heute die bayerischen Alpen einer Fülle von Problemen ausgesetzt, die nicht mehr national lösbar sind. Um diese Probleme lösen zu können, braucht es ein alpenweit tragfähiges Konzept und eine gemeinsame Strategie. Die Alpenkonvention ist dafür der passende Rahmen. Sie verstärkt die Zusammenarbeit und Kommunikation zwischen den Staaten und Regionen der Alpen und gibt einheitliche alpenweite Umweltstandards vor.

## Gefährdung
Mit der Erstellung des Alpenplans war eine bewusste Entscheidung gegen den Bau bestimmter Seilbahnen und gegen den Ausbau bestimmter Skigebiete verbunden, die seinerzeit diskutiert wurden, namentlich am Watzmann, am Brünnstein, an der Alpspitze und am Riedberger Horn und einigen weiteren Bergen. Nach über vierzig Jahren wird diese Entscheidung derzeit von der Bayerischen Staatsregierung in Frage gestellt, die die Zoneneinteilung des Alpenplans mithilfe der CSU-Mehrheit im Bayerischen Landtag am 9. November 2017 geändert hat, um den Bau einer Skischaukel am Riedberger Horn zu ermöglichen.